# Österfärnebo kyrka

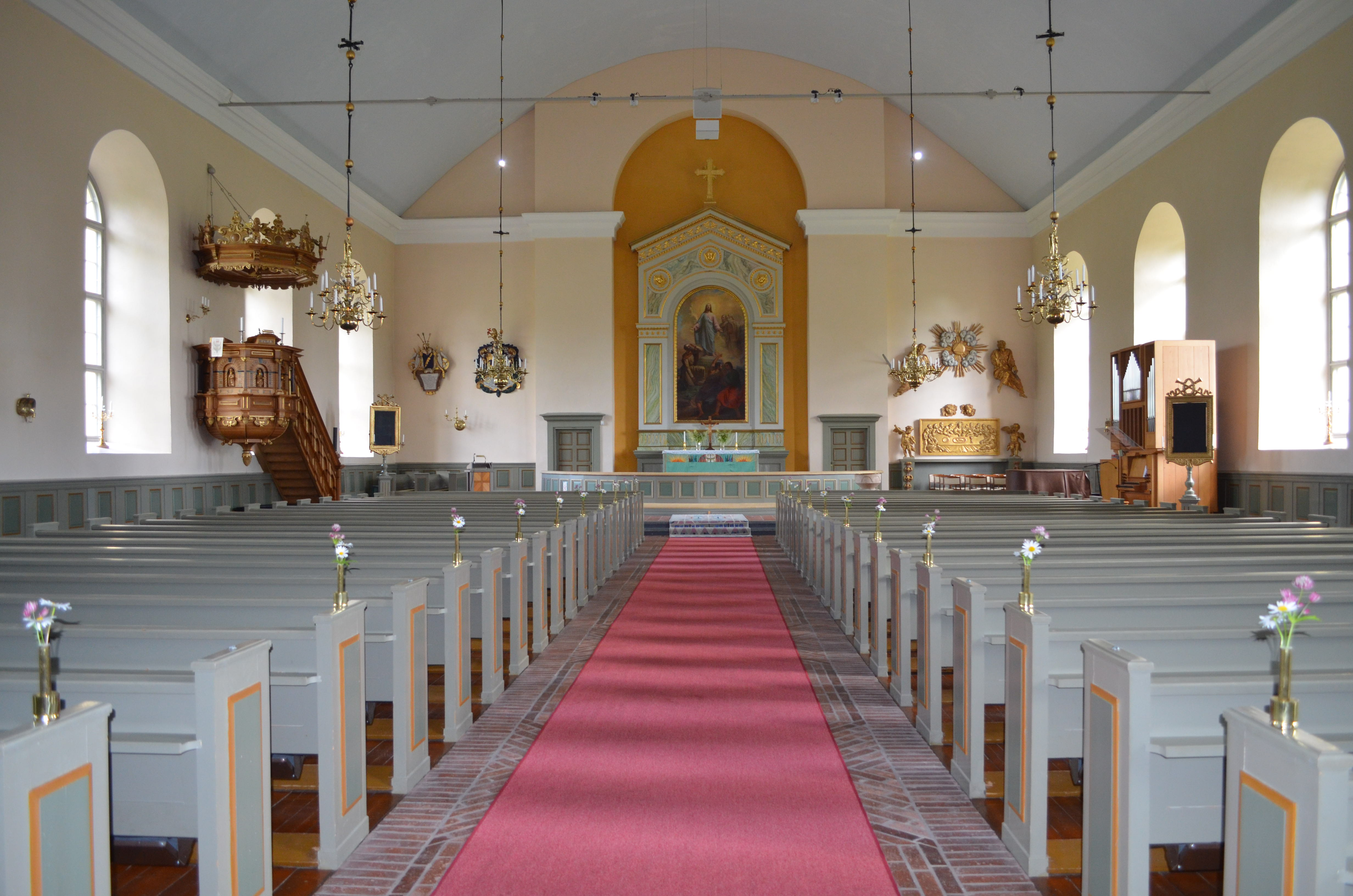
Kyrkosalen

Österfärnebo kyrka är en kyrkobyggnad i Österfärnebo. Den är församlingskyrka i Årsunda-Österfärnebo församling i Uppsala stift.

## Kyrkobyggnaden
Kyrkan i Österfärnebo uppfördes åren 1819 - 1822 efter ritningar av Gustaf af Sillén. Den ersatte då en medeltida salkyrka från 1200-talet, som låg strax nordväst. På eller i anslutning till kyrkogården finns ett gravkor och ett sockenmagasin. Kyrkan består av ett rektangulärt långhus, en vidbyggd sakristia i öster och ett torn i väster. Huvudingången finns vid västra sidan och går via tornets bottenvåning. Ingångar finns också mitt på långhusets nord- och sydsidor. Kyrkans exteriör är väl bibehållen och typisk för tidens strama klassicism. De vitputsade murarna genombryts av stora, rundbågiga fönsteröppningar med omfattningar i avvikande färgsättning. Långhusets gesims kan även följas runt tornkroppen. Långhuset har ett brutet, valmat yttertak. Kyrktornet kröns av en flack huv med lanternin. 1894 byggdes kyrkans takfall delvis om.
Det vida kyrkorummet har putsade innerväggar, avfärgade i gult samt ett brädslaget, vitmålat tunnvalv. Under 1800-talets andra hälft förändrades kyrkans inre dekoration och fasta inredning märkbart. Det sena 1800-talets bidrag till kyrkorummet, dämpades emellertid vid en restaurering 1953 - 1954.

## Inventarier
- Dopfunt är från 1200-talet och finns numera på Historiska museet. En kopia av dopfunten finns i kyrkan.

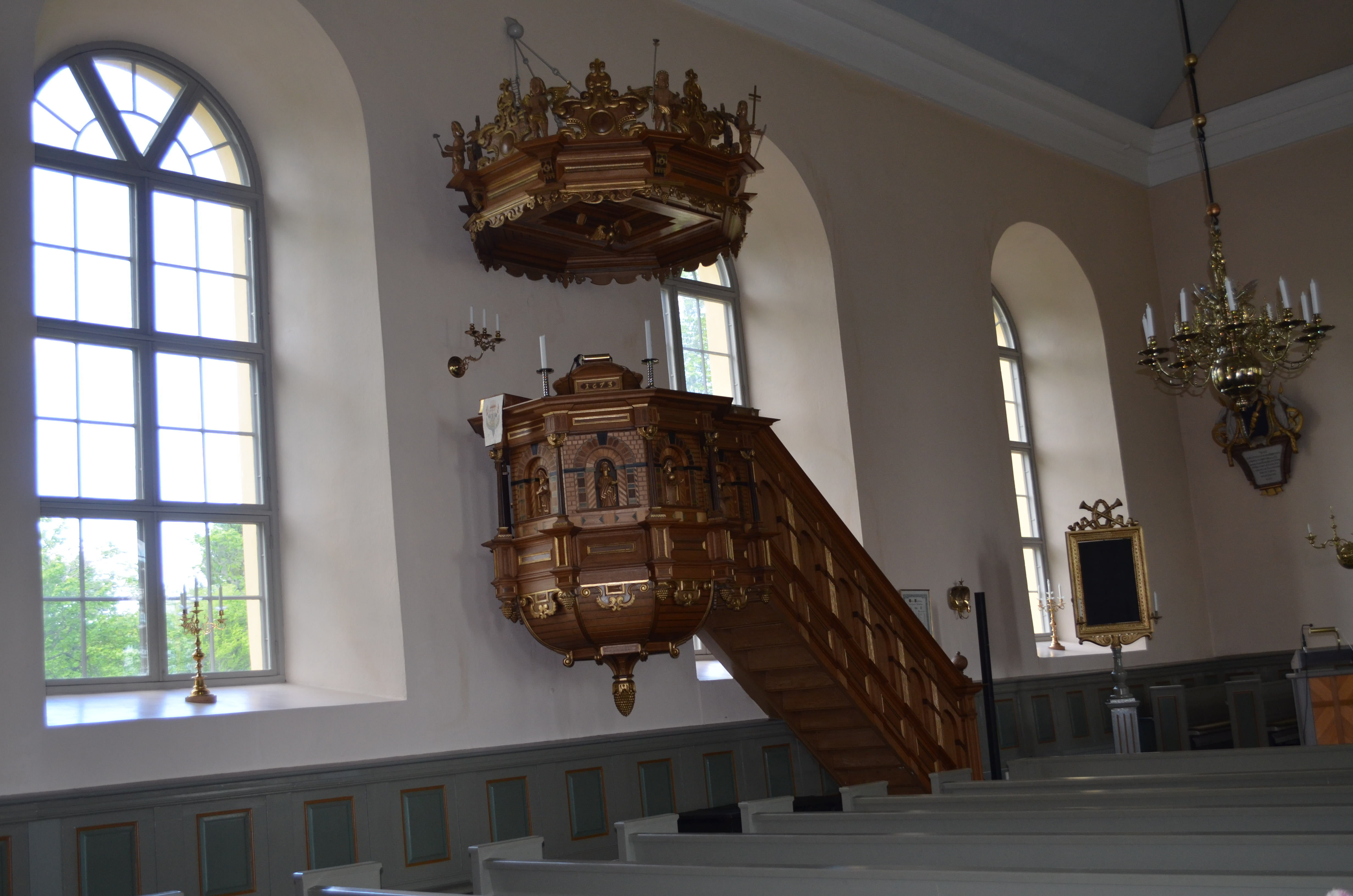
Predikstol

- PredikstolPredikstolen tillverkades 1673 av bildsnidaren Olof Persson i Sala.
- På östra korväggen hänger en relief som ingick i gamla kyrkans altaruppsats från 1731.
- Två epitafier från 1700-talet hänger på östra korväggen.

### Orgel
- 1724 skänkte bruksdirektören Petter Strandberg en orgel med 7 stämmor. Den var inköpt för 1483 daler från en okänd kyrka i Stockholm och tillverkad av Daniel Stråhle.[1] 1738 gjordes Salcinalen om till en Scharf III av Daniel Stråhle.[2] 1766 byggdes orgeln till med en Trumpet 8' av Niclas Söderström, Nora.[3] Orgeln såldes 1846 till Svartnäs kyrka där den delvis kom till användning.

| Manual            |
| Borduna 16'       |
| Gedackt 8'        |
| Principal 4'      |
| Kvinta 3'         |
| Oktava 2'         |
| Sesquialtera II   |
| Scharf III (1738) |
| Trumpet 8' (1766) |

- 1844 byggdes en ny orgel av Lars Niclas Nordqvist, Alta med 16 stämmor.
- Den nuvarande orgeln byggdes 1906 av Erik Henrik Erikson, Gävle och är en pneumatisk orgel. Orgeln har 2 fria kombinationer och 4 fasta kombinationer. 1973 renoverades orgeln av Bröderna Moberg, Sandviken.

| Huvudverk I         | Svällverk II        | Pedal         | Koppel |
| Borduna 16´         | Violinprincipal 8´  | Subbas 16´    | I/P    |
| Principal 8´        | Salicional 8'       | Violoncell 8' | II/P   |
| Flûte harmonique 8' | Rörflöjt 8'         | Oktava 4'     | II/I   |
| Fugara 8'           | Flûte harmonique 4' | Basun 16'     | I 4'   |
| Gamba 8'            | Eufon 8'            |               | II 16' |
| Oktava 4'           | Crescendosvällare   |               |        |
| Oktava 2'           |                     |               |        |
| Trumpet 8'          |                     |               |        |

#### Kororgel
1977 byggdes en kororgel av Grönlunds Orgelbyggeri AB, Gammelstad. Orgeln är mekanisk och har slejflådor. Tonomfånget är på 56/30.
| Huvudverk I       | Svällverk II      | Pedal       | Koppel |
| Rörflöjt 8´       | Gedackt 8´        | Subbas 16´  | I/P    |
| Principal 4'      | Rörflöjt 4'       | Gedackt 8'  | II/P   |
| Spetsflöjt 4'     | Principal 2'      | Skalmeja 4' | II/I   |
| Waldflöjt 2'      | Sesquialtera II   |             |        |
| Mixtur III 1 1⁄3' | Cymbel II         |             |        |
| Dulcian 8'        | Tremulant         |             |        |
|                   | Crescendosvällare |             |        |